# Artiglieria navale

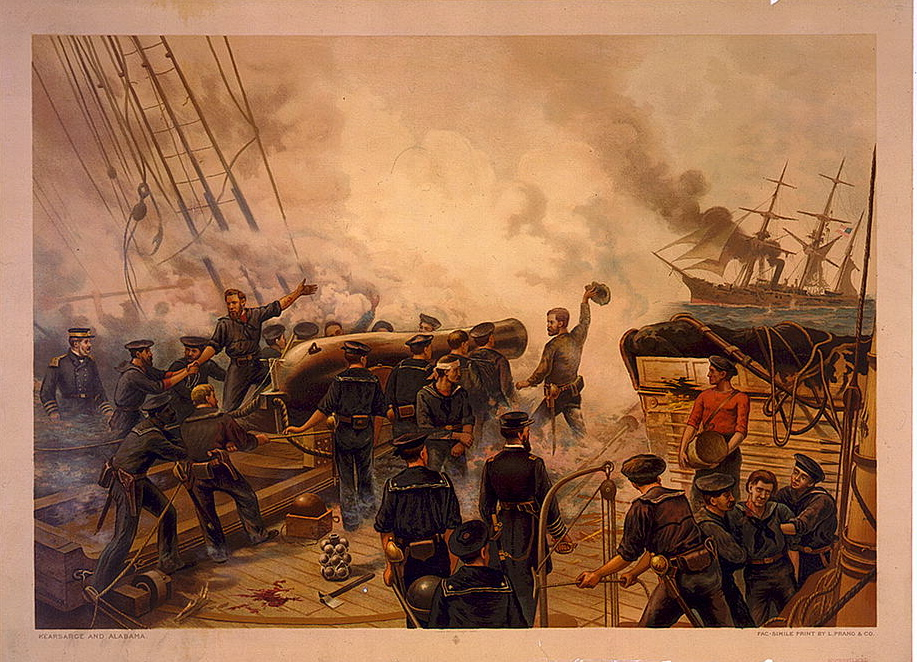
Uomini della esultano dopo aver sparato con un cannone Dahlgren durante la Battaglia di Cherbourg nel 1864.

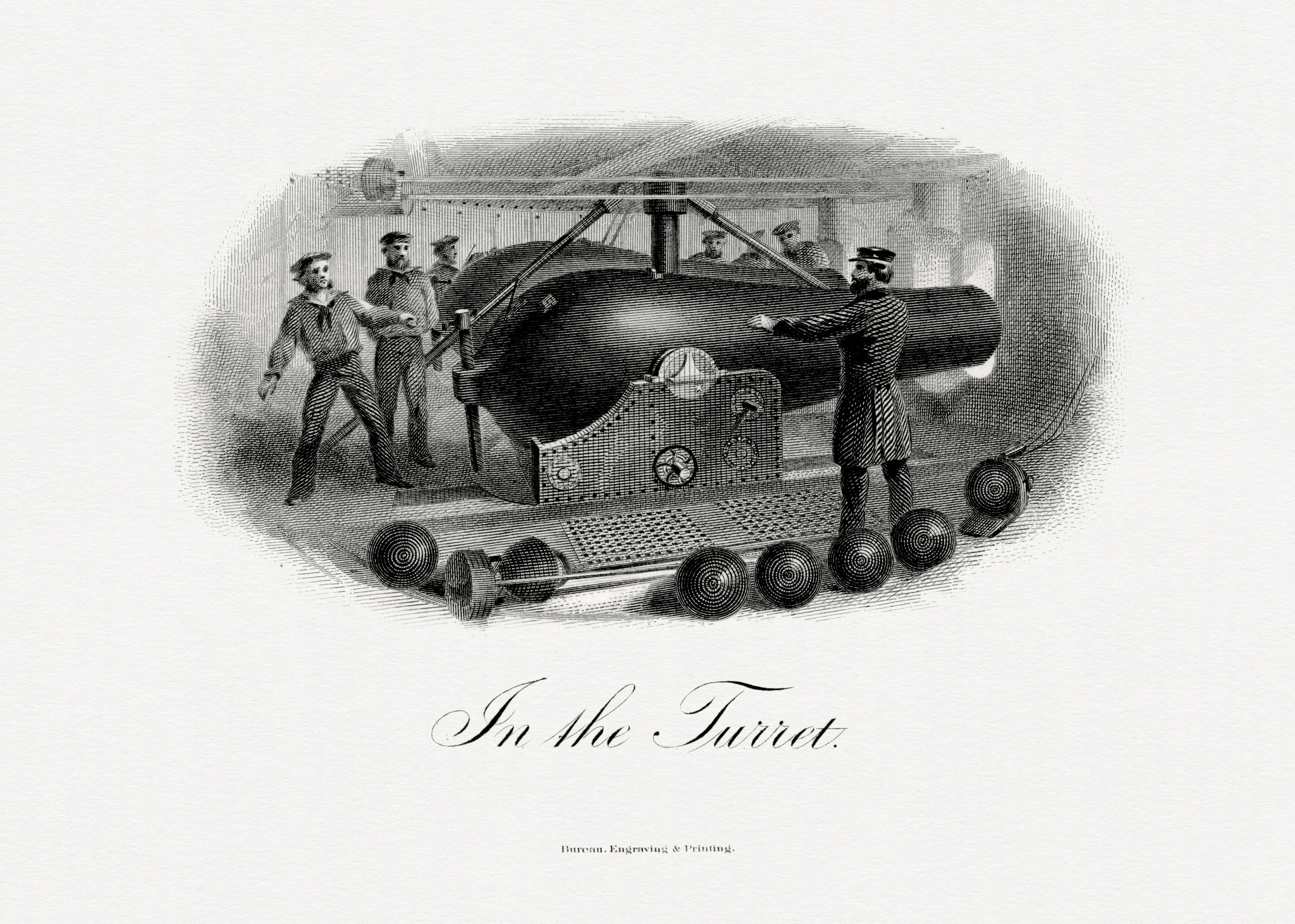
Nella torretta, una vignetta raffigurante l'artiglieria navale nell'Ufficio di incisione e stampa (1863 circa).

L'artiglieria navale è una tipologia di artiglieria montata a bordo di una nave da guerra.
Originariamente l'artiglieria navale venne utilizzata esclusivamente per la guerra navale, ma in seguito venne adoperata anche in alcune casi nei conflitti terrestri, ad esempio nel caso di fuoco navale di supporto e fuoco navale antiaereo Generalmente, all'interno di tale tipologia si riferisce a proiettili lanciati da cannoni tubolari, ma non comprende i proiettili sparati da semoventi come siluri, razzi e missili e quelli semplicemente gettati in mare come cariche di profondità e mine navali.

## Storia

### Dall'età antica a quella moderna

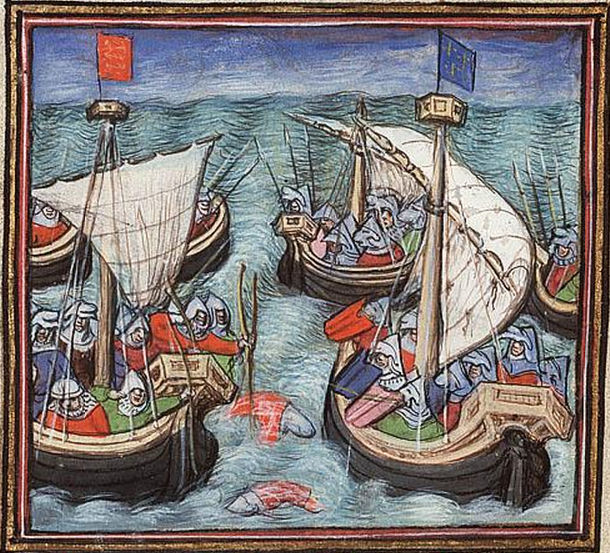
La battaglia di Arnemuiden rappresenta il primo utilizzo dell'artiglieria a bordo di navi.

L'idea dell'artiglieria navale risale all'epoca classica. Nel suo Commentarii de Bello Gallico, Giulio Cesare parla di un uso di catapulte navali contro i britannici sulla terraferma. I dromoni dell'Impero bizantino, invece, trasportavano catapulte e lanciafiamme sul ponte principale.
Dal tardo Medioevo in poi, le navi da guerra iniziarono a trasportare cannoni di vari calibri. L'invasione dell'isola di Java da parte dei Mongoli del 1293 introdusse l'uso di cannoni all'interno della guerra navale, come testimoniati dai Cetbang dell'Impero Majapahit. La battaglia di Arnemuiden, combattuta tra Inghilterra e Francia nel 1338 all'inizio della guerra dei cent'anni, fu la prima battaglia navale europea a coinvolgere l'utilizzo di pezzi di artiglieria. Le testimonianze dell'epoca, ad esempio, segnalano che la nave inglese Christopher fosse armata con tre cannoni e una pistola a manovella. In Asia, invece, gli storici sostengono vi siano evidenze di un uso di artiglieria navale già durante la battaglia del lago Poyang nel 1363 come la prima a coinvolgere cannoni a lunga gittata e la battaglia di Jinpo nel 1380 come esempio di un uso diffuso di tali cannoni, progettati dall'inventore coreano Choe Museon. Utilizzando cannoni a lunga gittata, 80 navi da guerra del regno di Koryo riuscirono a respingere ben 500 navi dei pirati giapponesi Wokou.
Già nel XV secolo la maggior parte delle potenze del Mediterraneo utilizzava cannoni pesanti montati sulla prua o sulla poppa di una nave e progettati per bombardare le fortezze a terra. Entro la metà del secolo alcune navi iniziarono a trasportare anche piccoli cannoni da bordata per bombardare altre navi poco prima di procedere con l'abbordaggio.
A partire dal 1470, sia la marina portoghese che quella veneziana sperimentarono i cannoni come armi anti-nave. Il re Giovanni II di Portogallo, mentre era ancora un principe nel 1474, è riconosciuto come il fautore dell'introduzione di un ponte rinforzato sulle vecchie caravelle, allo scopo di consentire il montaggio di armi pesanti. Inizialmente si trattava di armi per caricare la culatta in ferro battuto note come basilischi, ma all'inizio del XVI secolo le marine del Mediterraneo avevano universalmente adottato degli avancarica più leggeri e più precisi, fusi in bronzo e in grado di sparare palle o massi fino a 27 kg (60 lb). Nel 1489, re Giovanni II di Portogallo contribuì ulteriormente allo sviluppo dell'artiglieria navale istituendo le prime squadre standardizzate di cannonieri addestrati, chiamati bombardeiros.

### L'era della navigazione

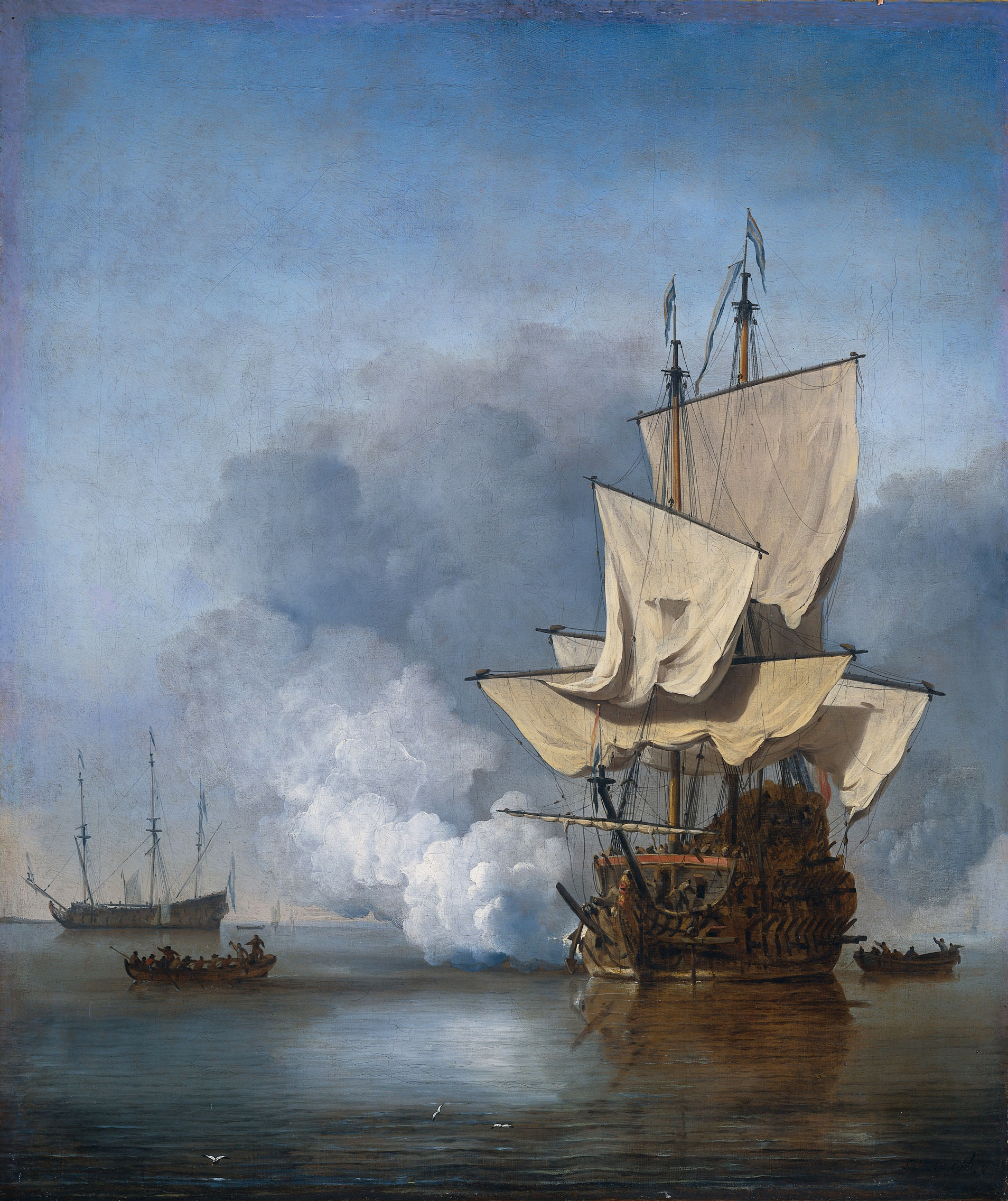
Il colpo di cannone (1680 circa), di Willem van de Velde il Giovane

Il XVI secolo fu un'era di transizione per la guerra navale. Sin dall'epoca antica, la guerra in mare veniva combattuta in modo molto simile a quella terrestre: con armi bianche, archi e frecce, ma su piattaforme di legno galleggianti anziché sul campo di battaglia. Sebbene l'introduzione delle armi da fuoco abbia costituito un cambiamento significativo, ciò cambiò la dinamica del combattimento tra navi molto più lentamente. Man mano che i cannoni diventarono sempre più pesanti e in grado di caricare cariche di polvere da sparo sempre più potenti, questi dovevano essere posizionati sempre più in basso nella nave, più vicino alla linea di galleggiamento.
Sebbene alcune delle galee del XVI secolo montassero già cannoni da bordata, ciò avveniva però a scapito delle posizioni dei rematori che comportava una riduzione della velocità e manovrabilità dell'imbarcazione. La maggior parte dei primi cannoni navali erano collocati nel castello di prua di una nave da cui poi potevano essere puntati in qualsiasi direzione. Nel corso del secolo, l'artiglieria navale fu il più grande vantaggio che i portoghesi esercitavano sui loro rivali nell'Oceano Indiano e la corona portoghese non risparmiò spese per procurarsi e produrre le migliori armi navali consentite dalla tecnologia europea. Trattandosi di un'industria della corona, le considerazioni sui costi non hanno frenato la ricerca della migliore qualità, delle migliori innovazioni e della migliore formazione. La corona pagò molto per attirare i migliori artigiani e artiglieri europei e per far avanzare l'industria in Portogallo. Ogni innovazione all'avanguardia introdotta altrove fu immediatamente adeguata all'artiglieria navale portoghese – che includeva cannoni di bronzo (fiammingo / tedeschi), pistole rotanti a caricamento podalico (forse inglesi) e l'idea (originariamente francese, 1501 circa) di tagliare i cannonieri quadrati (portinhola in portoghese – anch'essi già creati e testati sulle navi portoghesi dal 1490) nello scafo per consentire il montaggio di cannoni pesanti sotto il ponte.
A questo proposito, i portoghesi guidarono l'evoluzione della moderna guerra navale, allontanandosi dalla nave da guerra medievale, un corriere di uomini armati, mirando alla presa, verso l'idea moderna di un pezzo di artiglieria galleggiante dedicato a risolvere le battaglie solo con le proprie armi.
I boccaporti tagliati nello scafo delle navi furono introdotti già nel 1501 in Francia, e infine già prima del 1496 in alcune marine del Mediterraneo, e nel 1490 in Portogallo, circa un decennio prima della famosa nave dell'era Tudor, la Mary Rose. Ciò ha reso le bordate, raffiche coordinate da tutte le pistole su un lato di una nave, possibili per la prima volta nella storia, almeno in teoria.
Le navi, come la Mary Rose, trasportavano una miscela di cannoni di diversi tipi e dimensioni, molti progettati per uso terrestre e che utilizzavano munizioni incompatibili a diverse gamme e velocità di fuoco. La Mary Rose, come altre navi dell'epoca, fu costruita durante un periodo di rapido sviluppo dell'artiglieria pesante, e il suo armamento era un mix di vecchi design e innovazioni. L'armamento pesante era un mix di pistole in ferro battuto e fusione in bronzo di tipo più antico, che differivano considerevolmente per dimensioni, portata e design. I cannoni di ferro erano costituiti da doghe o barre saldate in cilindri e poi rinforzate da cerchi di ferro restringenti e retrocarica, da dietro, e dotate di più semplici affusti fatti da tronchi di olmo scavati con una sola coppia di ruote, o senza ruote interamente. I caricatori di culatta erano più economici da produrre e più facili e veloci da ricaricare, ma potevano caricare cariche meno potenti dei cannoni in bronzo fuso. In generale, le pistole di bronzo utilizzavano proiettili di ghisa ed erano più adatte a penetrare i lati dello scafo mentre le pistole di ferro utilizzavano proiettili di pietra che si frantumavano all'impatto e lasciavano grandi fori frastagliati, ma entrambi potevano anche sparare una varietà di munizioni destinate a distruggere il sartiame e struttura leggera o ferire il personale nemico.
La maggior parte dei cannoni erano piccole bocche da fuoco di ferro a corto raggio che potevano essere controllate da una sola persona. Le due più comuni sono le basi, pistole girevoli a carica podalica, molto probabilmente posizionate nei castelli, e i pezzi di grandine, piccoli caricatori con fori rettangolari e sporgenze simili a pinne che venivano usate per sostenere le pistole contro la ringhiera e consentire alla struttura della nave di prendere la forza del rinculo. Sebbene il design sia sconosciuto, è probabile che assomigliassero a normali cannoni leggermente modificati.

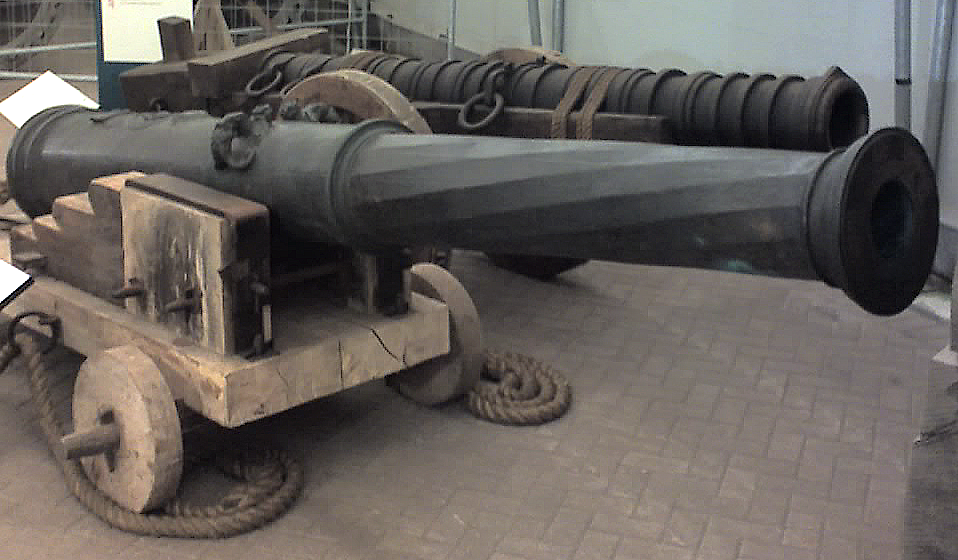
Un culverin in bronzo fuso (davanti) e un pezzo di babordo in ferro battuto (dietro), riproduzioni moderne di due cannoni che erano a bordo della Mary Rose quando affondò, in mostra a Fort Nelson vicino a Portsmouth

Durante la ricostruzione nel 1536, sulla Mary Rose fu installato un secondo livello di cannoni. I registri mostrano come la configurazione delle armi sia cambiata con l'evoluzione della tecnologia di fabbricazione delle armi e con l'invenzione di nuove classificazioni. Tutte avevano una portata maggiore ed erano in grado di arrecare più danni ad altre navi.

### L'evoluzione tra il XVI e XVIII secolo

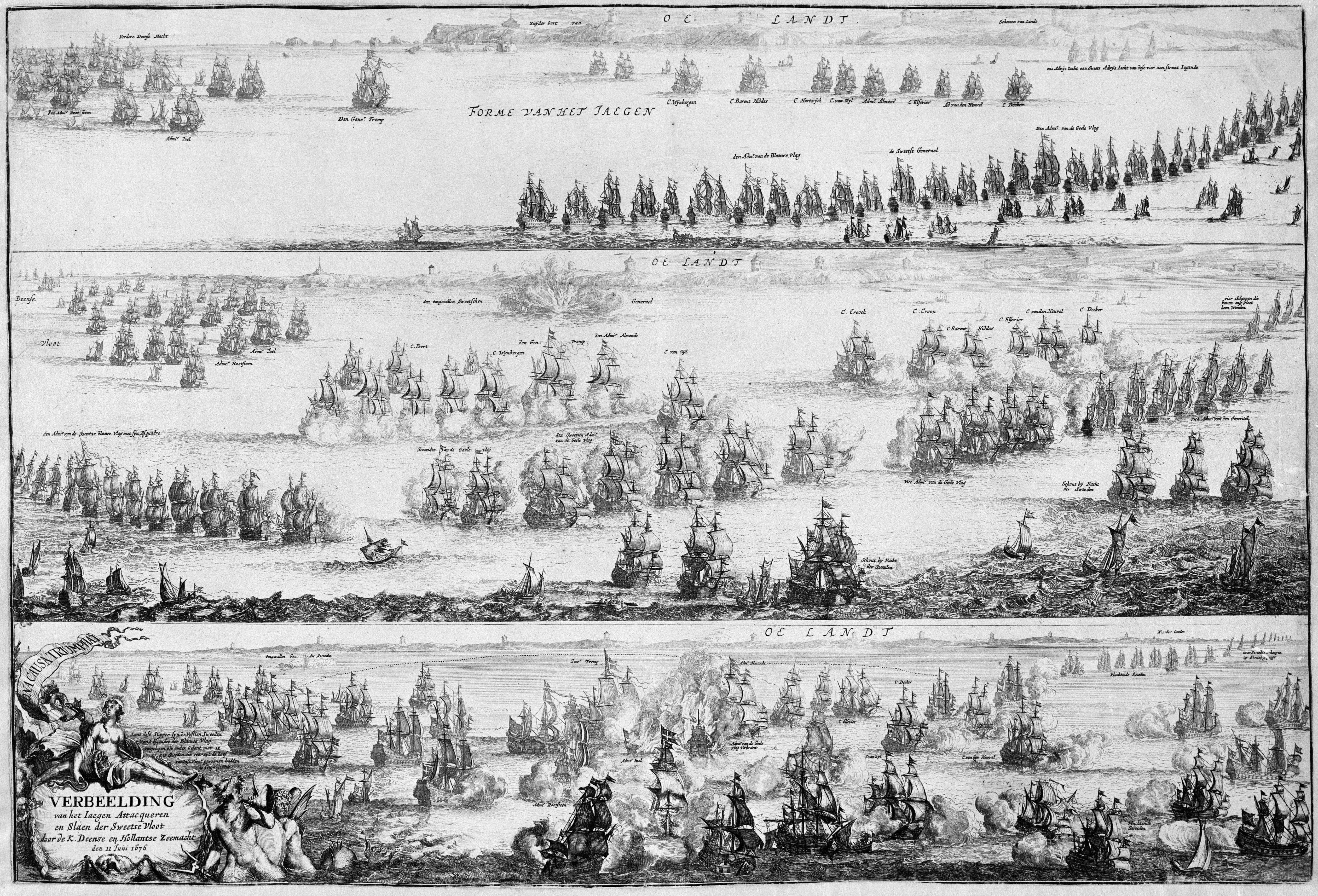
La linea di battaglia fu utilizzata dall'inizio del XVI secolo dai portoghesi, in particolare nell'Oceano Indiano, e dal XVII secolo, dagli altri europei in generale, a cominciare dagli olandesi e inglesi, nella Manica e nel Mare del Nord. Nella foto, la battaglia di Öland tra una flotta danese-olandese alleata sotto Cornelis Tromp e la marina svedese.

Entro il 1650, la linea di battaglia si era sviluppata come una tattica che poteva trarre vantaggio dall'armamento di bordo. Questo metodo divenne il cuore della guerra navale durante l'Età della Vela, con le flotte che, adattando le loro strategie e tattiche, ottenevano un fuoco più ampio. I cannoni vennero montati su più ponti per massimizzare l'efficacia della bordata. Numeri e calibro differivano in qualche modo con le tattiche preferite. Francia e Spagna tentavano di immobilizzare le navi distruggendole con fuoco accurato a lungo raggio dalle loro navi più veloci e più manovrabili, mentre l'Inghilterra e la Repubblica olandese favorivano il fuoco rapido a distanza ravvicinata per frantumare lo scafo di una nave e inabilitare il suo equipaggio.
Una tipica bordata di una nave della Royal Navy della fine del XVIII secolo poteva essere sparata 2-3 volte in circa 5 minuti, a seconda dell'addestramento dell'equipaggio. Gli equipaggi francesi e spagnoli in genere impiegavano il doppio del tempo per sparare una bordata mirata. Un vascello del XVIII secolo in genere montava cannoni lunghi da 32 e 36 libbre su un ponte inferiore e 18 o 24 libbre su un ponte superiore, con circa 12 libbre sul castello di prua e sul ponte di prua. Dalla fine del XVI secolo era normale che le navi della marina trasportassero un cannoniere, responsabile della supervisione del funzionamento dei cannoni a bordo. In origine una posizione di prestigio, ma il suo status è diminuito durante l'Età della Vela in quanto la responsabilità della strategia di artiglieria è stata aumentata ai mezza nave o ai luogotenenti. Nel diciottesimo secolo il cannoniere era diventato responsabile solo della manutenzione delle armi e della supervisione delle forniture di polvere da sparo e di colpi.

### Le innovazioni tecniche
Allo scoppio delle Guerre rivoluzionarie francesi nel 1793, una serie di innovazioni tecniche nel corso della fine del XVIII secolo si unirono per dare alla flotta britannica una netta superiorità sulle navi della marina francese e spagnola.

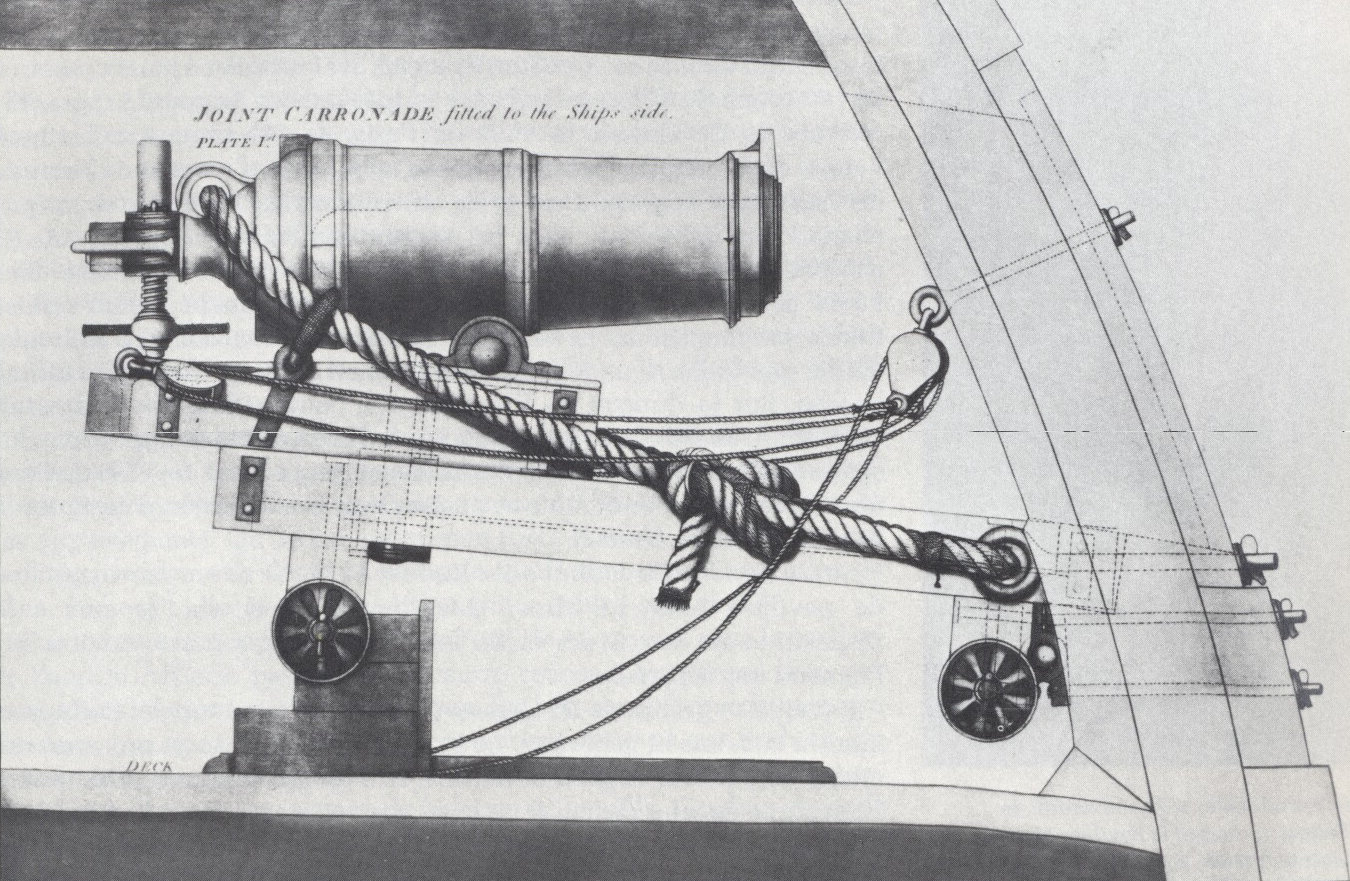
La carronata era una piccola arma, devastante a breve distanza.

La carronata era un'arma a canna corta, sviluppata dalla Carron Company, un'industria siderurgica scozzese, nel 1778, che lanciava una palla pesante. A causa delle irregolarità nelle dimensioni delle palle di cannone e della difficoltà di allargare le canne, di solito c'era un notevole divario tra la palla e il foro – spesso anche un quarto di pollice – con una conseguente perdita di efficienza. Questo divario era noto come "windage". Le pratiche di fabbricazione introdotte dalla Carron Company hanno ridotto considerevolmente il windage, permettendo alla palla di essere lanciata con meno polvere e quindi con un cannone più piccolo e leggero. La carronata aveva la metà del peso di un'arma lunga equivalente, ma poteva lanciare una palla più pesante, anche se per una distanza limitata.

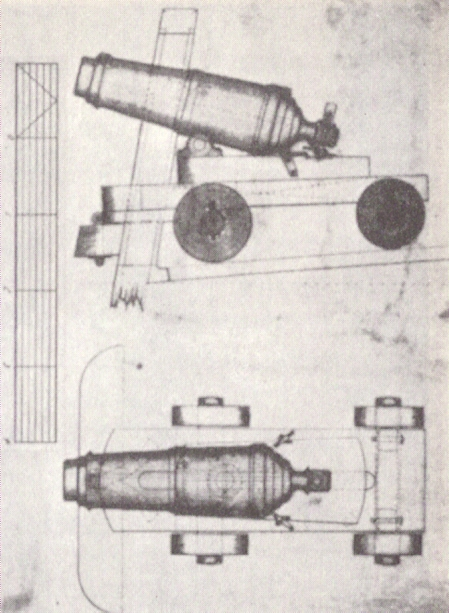
Disegno di una carronata da 18 libbre, 1808.

La sua invenzione è variamente attribuita al tenente generale Robert Melville nel 1759, o a Charles Gascoigne, direttore della Carron Company dal 1769 al 1779. Le carronate divennero inizialmente popolari sulle navi mercantili britanniche durante la Guerra d'indipendenza americana. Un'arma leggera che aveva bisogno solo di un piccolo equipaggio ed era devastante a breve distanza era un'arma adatta a difendere le navi mercantili contro i corsari francesi e americani.

### Le innovazioni tecniche del XIX secolo
La rivoluzione industriale introdusse navi da guerra corazzate a vapore apparentemente immuni al lancio di palle di cannone. L'inadeguatezza dell'artiglieria navale fece riapparire l'ariete navale come mezzo principale per affondare navi da guerra corazzate. La rapidità dell'innovazione durante l'ultima metà del XIX secolo ha reso obsolete alcune navi prima che fossero varate. La velocità massima del proiettile ottenibile con polvere da sparo nel cannone da lancio era di circa 480 m/s (1 600 ft/s). L'aumento del peso del proiettile attraverso l'aumento del calibro era l'unico metodo per migliorare la penetrazione dell'armatura con questa limitazione di velocità. Alcune corazzate portavano cannoni di calibri estremamente pesanti a fuoco lento fino a 16,25 pollici (41,3 cm). Questi cannoni erano gli unici in grado di perforare l'armatura di ferro sempre più spessa sulle corazzate successive, ma richiedevano macchinari a vapore per aiutare a caricare palle di cannone troppo pesanti per essere sollevate dagli uomini.

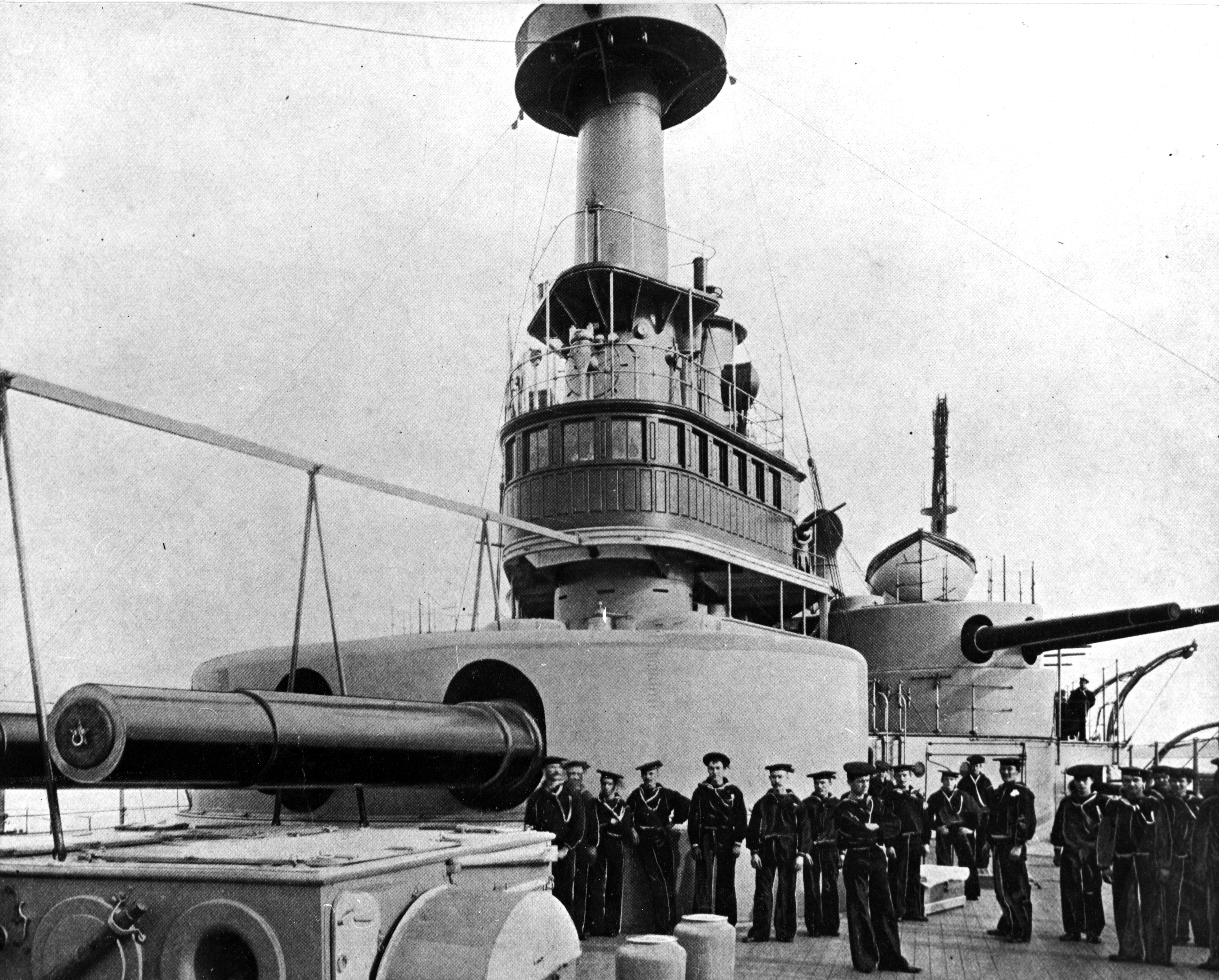
, un esempio del principio della batteria intermedia con le sue torrette anteriori da 13 pollici e 8 pollici

Il danneggiamento dello scafo sottomarino possibile con i siluri ha favorito lo sviluppo di piccole ed economiche torpediniere in grado di affondare le navi da guerra più grandi. Entro la fine del 19º secolo, tutte le navi da guerra richiedevano una batteria difensiva di cannoni a fuoco rapido in grado di colpire veloci torpediniere manovrabili.
La Royal Navy introdusse per la prima volta il cannone da 4,7 pollici a fuoco rapido sulla HMS Sharpshooter nel 1889 e il MK 1 da 6 pollici a fuoco rapido sulla HMS Royal Sovereign, varata nel 1891. Altre navi seguirono l'esempio; la Marina francese installò armi a fuoco rapido sulle sue navi completate nel 1894-1895.
I cannoni a fuoco rapido erano una caratteristica chiave della corazzata pre-Dreadnought, il design dominante degli anni 1890. I cannoni a fuoco rapido, sebbene incapaci di penetrare in armature spesse, erano destinati a distruggere la sovrastruttura di una corazzata avversaria, appiccare incendi e uccidere o distrarre gli equipaggi dei nemici. Lo sviluppo di cannoni pesanti e la loro crescente velocità di fuoco fecero sì che i proiettili perforanti perdessero il loro status di arma decisiva del combattimento navale nei primi anni del 1900, sebbene i cannoni a fuoco rapido fossero vitali per difendere le corazzate dagli attacchi di siluri e cacciatorpediniere, e formavano l'armamento principale di navi più piccole.
La maggior parte delle navi da guerra della fine del XIX secolo montava artiglieria navale di più di un calibro a causa dell'incertezza sulla relativa distruzione possibile da alcuni proiettili di grandi dimensioni (che avrebbero potuto andare a vuoto) rispetto alla maggiore probabilità di colpire con un numero maggiore di calibri piccoli, meno dannosi ma con più proiettili sparati nello stesso periodo di tempo. Le pistole a fuoco rapido erano inizialmente armi a carica podalica che sparavano munizioni abbastanza piccole da poter essere caricate a mano. La successiva sostituzione di cartucce di ottone con sacchi di polvere di seta ha permesso di aumentare i tassi di incendio usando blocchi di cunei scorrevoli.

### Il XX secolo
I missili guidati iniziarono a sostituire l'artiglieria navale come armi più efficaci contro aerei e navi a metà del XX secolo. Calibri di artiglieria navale superiori a 5 pollici (127 mm) furono usati principalmente per il supporto degli spari navali dopo il 1945; e nessuna nuova nave fu costruita con artiglieria navale più grande. Nello stesso periodo i sottomarini hanno abbandonato le artiglierie in torretta considerate ormai un handicap nelle moderne tattiche navali.
L'artiglieria navale moderna è comunque capace di esibizioni impressionanti. Ad esempio, il cannone di fabbricazione italiana Otobreda 127/54 Compatto da 5 pollici può sparare 40 colpi al minuto a una distanza di oltre 23 chilometri (25 153 yd), o fino a 100 chilometri (62 mi) in caso si utilizzino munizioni di tipo "Vulcano GLR" con propulsione addizionale a razzo.

## Evoluzione del munizionamento

### Proiettili esplosivi

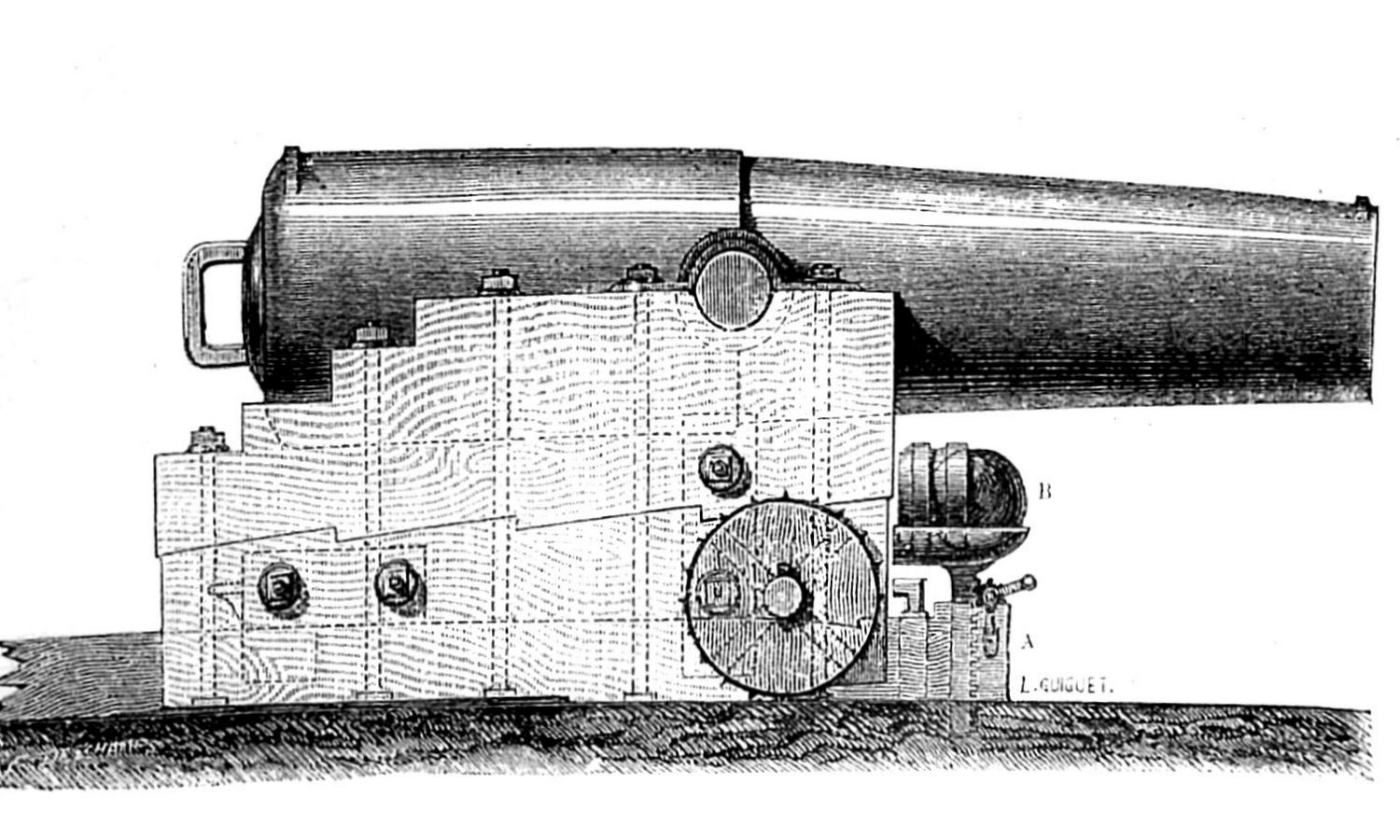
Cannone navale Paixhans

I proiettili esplosivi erano usati molto nella guerra di terra (negli obici e nei mortai), ma venivano sparati solo ad angoli alti e con velocità relativamente basse.
Tuttavia, le traiettorie elevate non erano pratiche per il combattimento marittimo e il combattimento navale richiedeva essenzialmente cannoni a traiettoria piatta per avere maggiori probabilità di colpire il bersaglio. Pertanto, la guerra navale era consistita per secoli di incontri tra cannoni a traiettoria piatta che lanciavano palle di cannone inerti, e che potevano infliggere solo danni locali anche a scafi di legno.

ll primo cannone navale progettato per sparare proiettili esplosivi fu il cannone Paixhans, sviluppato dal generale francese Henri-Joseph Paixhans nel 1822-1823. L'effetto di proiettili esplosivi che si depositavano negli scafi di legno e poi esplodevano era potenzialmente devastante.

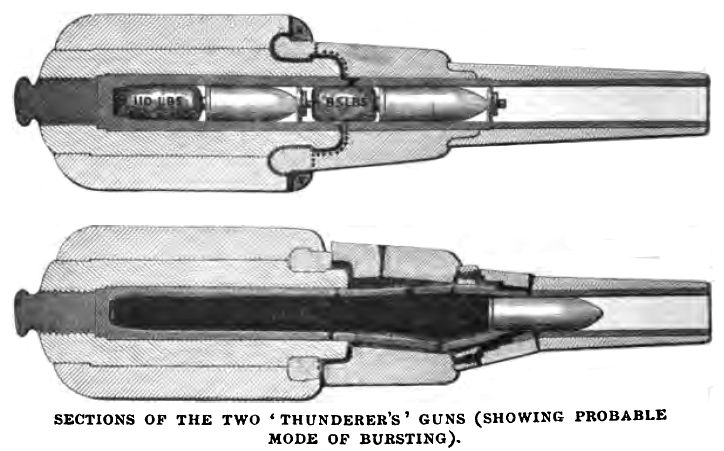
Diagramma che mostra come funzionava il cannone della

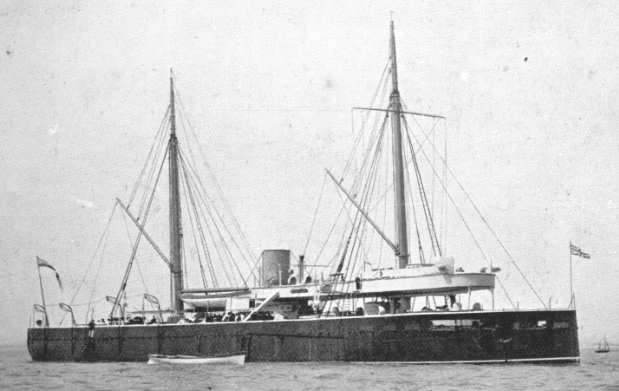
HMS Prince Albert, una pionieristica nave a torretta, costruita dall'ingegnere navale Cowper Phipps Coles.

Prima dello sviluppo di cannoni di grosso calibro a lungo raggio a metà del XIX secolo, il classico stile della corazzata consisteva in file di cannoni posti su ciascun lato della nave, spesso montati in casematte. La potenza di fuoco era fornita da un gran numero di cannoni che potevano essere puntati solo in un arco limitato di un lato della nave. A causa dell'instabilità però, su una nave potevano essere trasportate meno armi grandi e più pesanti. Inoltre, le casematte spesso erano situate vicino alla linea di galleggiamento, il che le rendeva vulnerabili alle inondazioni e ne limitava l'uso.
Le torrette erano supporti per armi progettati per proteggere l'equipaggio e il meccanismo del pezzo di artiglieria e con la capacità di mirare e sparare in molte direzioni come una piattaforma rotante.
Durante la guerra di Crimea, il capitano Cowper Phipps Coles costruì una zattera con cannoni protetti da una "cupola" e usò la zattera per bombardare la città russa di Taganrog, nel Mar Nero. La zattera "dimostrò un grande successo", e Coles brevettò la sua torretta rotante dopo la guerra. In seguito al brevetto di Coles, l'Ammiragliato britannico ordinò un prototipo del progetto di Coles nel 1859, che fu installato sulla HMS Trusty, per prove nel 1861, diventando la prima nave da guerra dotata di una torretta a cannone girevole. Lo scopo progettuale di Coles era quello di creare una nave con il più grande arco di fuoco possibile.

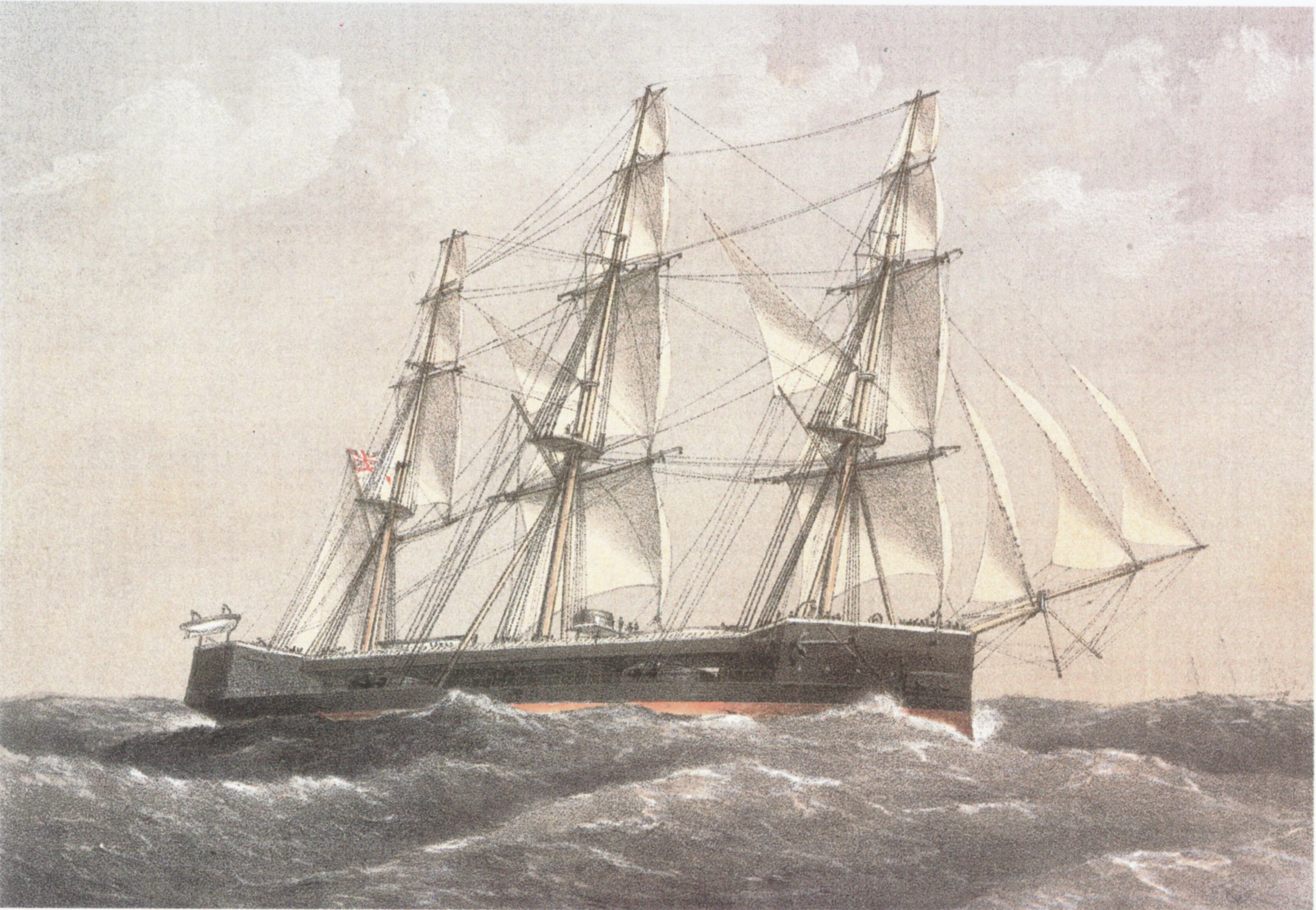
La fu una delle prime navi oceaniche a torretta.

L'Ammiragliato accettò il principio del cannone a torretta come un'innovazione utile e lo incorporò in altre nuove disposizioni. Coles presentò un progetto per una nave con dieci torrette a cupola ognuna delle quali ospitava due grandi cannoni. Il progetto fu respinto in quanto poco pratico, sebbene l'Ammiragliato rimase interessato alle navi a torretta e ordinò ai propri progettisti di creare progetti migliori. Coles si arruolò con il sostegno del Principe Alberto, che scrisse al primo Lord of the Admiralty, il Duca del Somerset, sostenendo la costruzione di una nave a torretta. Nel gennaio 1862, l'Ammiragliato accettò di costruire una nave, l'HMS Prince Albert, che aveva quattro torrette e un bordo libero basso, destinata esclusivamente alla difesa costiera. A Coles fu permesso di progettare le torrette, ma la nave era sotto la responsabilità del principale costruttore Isaac Watts.

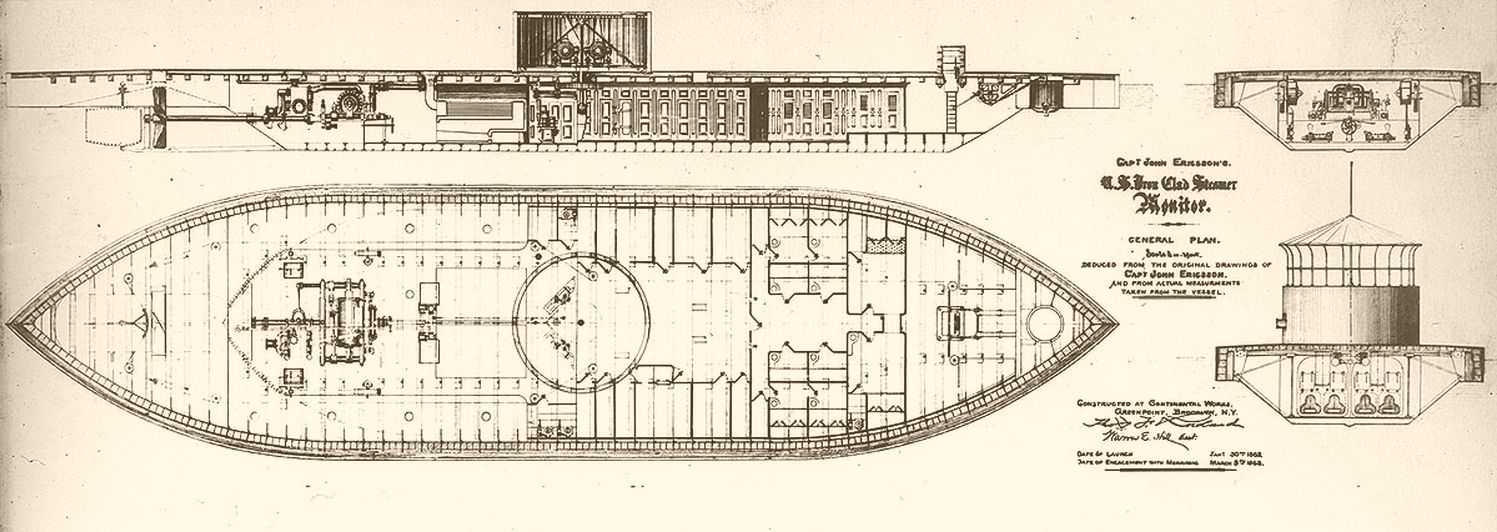
Piani interni della

La torretta del cannone fu inventata indipendentemente dall'inventore svedese John Ericsson in America, sebbene il suo design fosse tecnologicamente inferiore a quello di Coles. Ericsson ha progettato così la USS Monitor nel 1861. La sua caratteristica più importante era una grande torretta cilindrica montata a mezza nave sopra lo scafo superiore a bordo libero basso, chiamata anche "zattera". Questa si estendeva ben oltre i lati dello scafo inferiore, più tradizionale. Una piccola casa pilota corazzata era montata sul ponte superiore verso prua, tuttavia, la sua posizione impediva al Monitor di sparare in avanti. Uno dei principali obiettivi di Ericsson nel progettare la nave era quello di presentare il più piccolo obiettivo possibile ai colpi dei nemici.

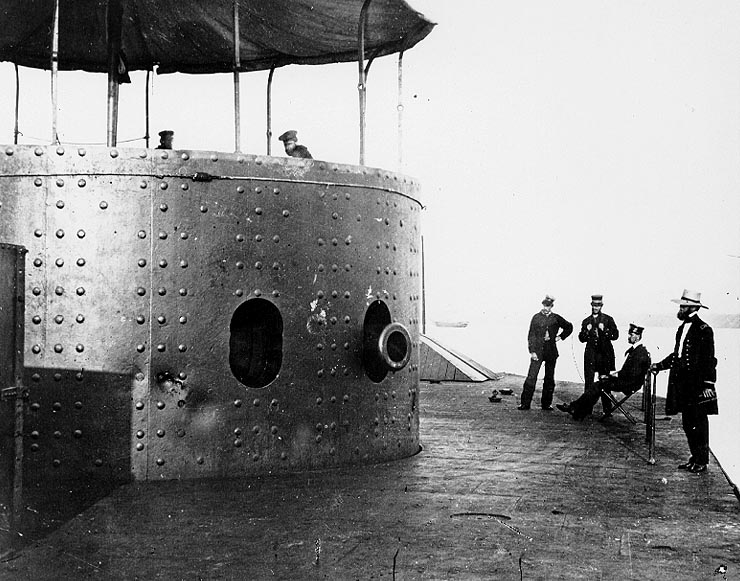
Torretta dell'USS Monitor

La HMS Thunderer ha rappresentato il culmine di questo lavoro pionieristico. Una nave a torretta rivestita di ferro progettata da Edward James Reed, era dotata di torrette rotanti che utilizzavano macchinari pionieristici a torretta idraulica per manovrare i cannoni. Fu anche la prima corazzata al mondo senza albero, costruita con una struttura di sovrastruttura centrale, e divenne il prototipo di tutte le navi da guerra successive. HMS Devastation del 1871 fu un altro disegno cardine e portò direttamente alla moderna corazzata.

### Colpo perforante

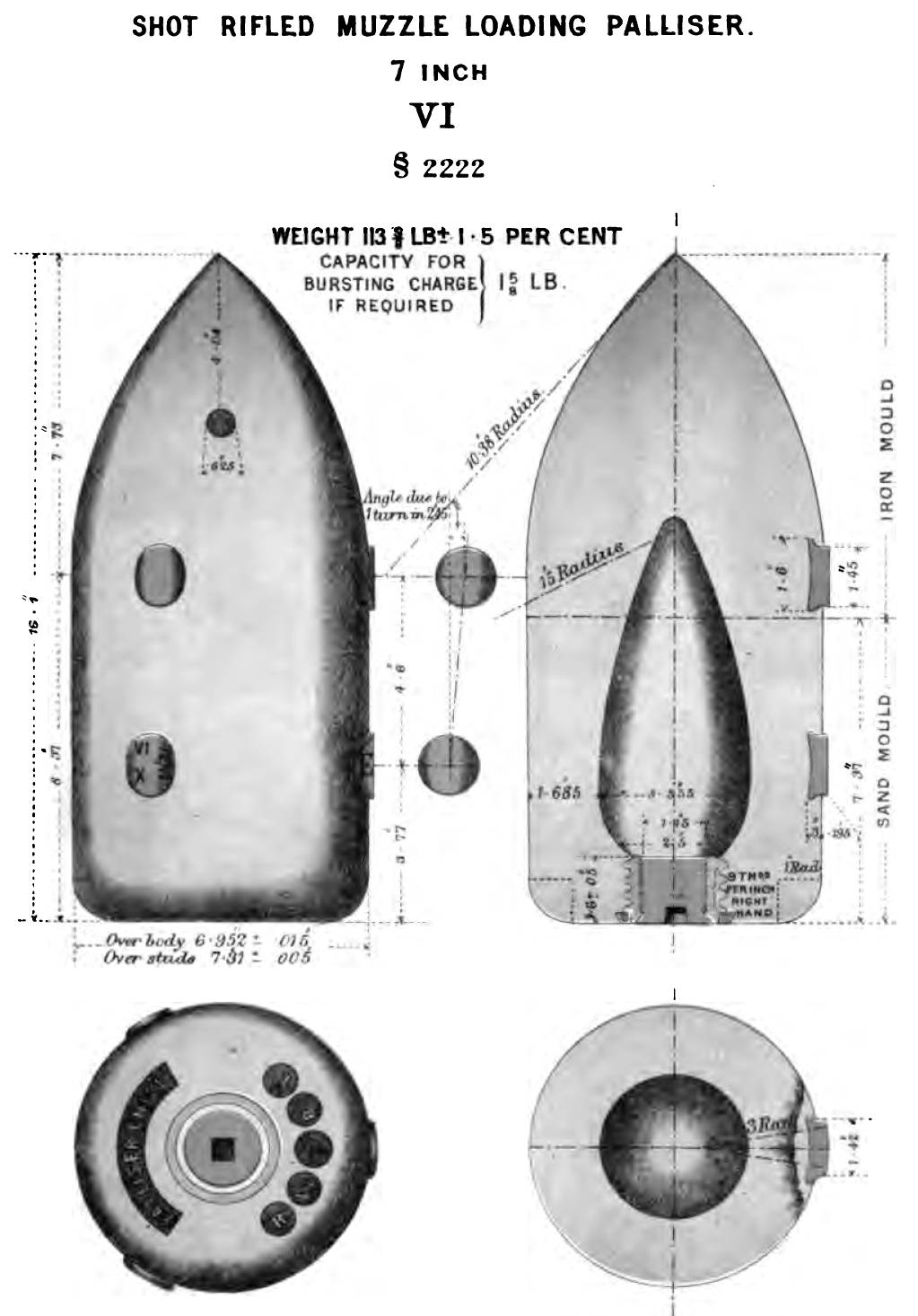
Palliser shot, il primo colpo a perforazione di armature per cannoni da 7 pollici RML, 1877.

La fine del 1850 vide lo sviluppo della nave da guerra corazzata, che trasportava armature in ferro battuto molto spesse. Questa armatura era praticamente immune sia alle palle di cannone rotonde in ghisa allora in uso che al proiettile esplosivo più recentemente sviluppato.
Per questo si svilupparono i proiettili perforanti pensati per perforare l'armatura delle corazze, rispetto ai proiettile incendiari, però avevano più possibilità di rimbalzare.

## Tattica militare

### Bombardamento navale
Le navi da guerra furono usate a supporto di operazioni anfibie dalla fine del XIX secolo sotto forma di bombardamento navale. In base al diritto internazionale, tali bombardamenti sono regolati dalla legge generale di guerra e dal "Bombardamento delle forze navali in tempo di guerra (Convenzione dell'Aia IX)"; 18 ottobre 1907.
All'inizio della prima guerra mondiale il suo principale praticante era la Royal Navy. Durante la guerra le navi inglesi spararono contro obiettivi a Gallipoli, sul fronte di Salonicco e lungo la costa belga. Nell'Egeo, i problemi non erano particolarmente difficili e le difese costiere nemiche (forti, batterie costiere ecc.) erano abbastanza poco sofisticate; ma lungo la costa belga i tedeschi costruirono un vasto sistema ben attrezzato e ben coordinato di batterie per difendere la costa. Porti come Ostenda e Zeebrugge erano di grande importanza per la campagna U-boot e furono frequentemente bombardati dai monitor britannici operanti da Dover e Dunkerque.

Operazione animata di caricamento e sparo di un cannone di metà '900

La Royal Navy ha continuamente migliorato la sua tecnologia e le tecniche necessarie per condurre efficaci bombardamenti di fronte ai difensori tedeschi, in primo luogo perfezionando le tecniche di ricognizione aerea, quindi sperimentando il bombardamento notturno e procedendo all'adozione del fuoco indiretto. Infine, nell'estate del 1918, i monitor furono equipaggiati con il meccanismo Gyro Director Training, che di fatto fornì al direttore una linea di mira artificiale giroscopicamente stabilizzata, permettendo così a una nave di effettuare bombardamenti indiretti mentre era in navigazione. Questo fu un progresso molto significativo e stabilì una solida base per il bombardamento navale praticato dalla Royal Navy e dalla Marina degli Stati Uniti durante la Seconda Guerra Mondiale.

### Corazzate moderne

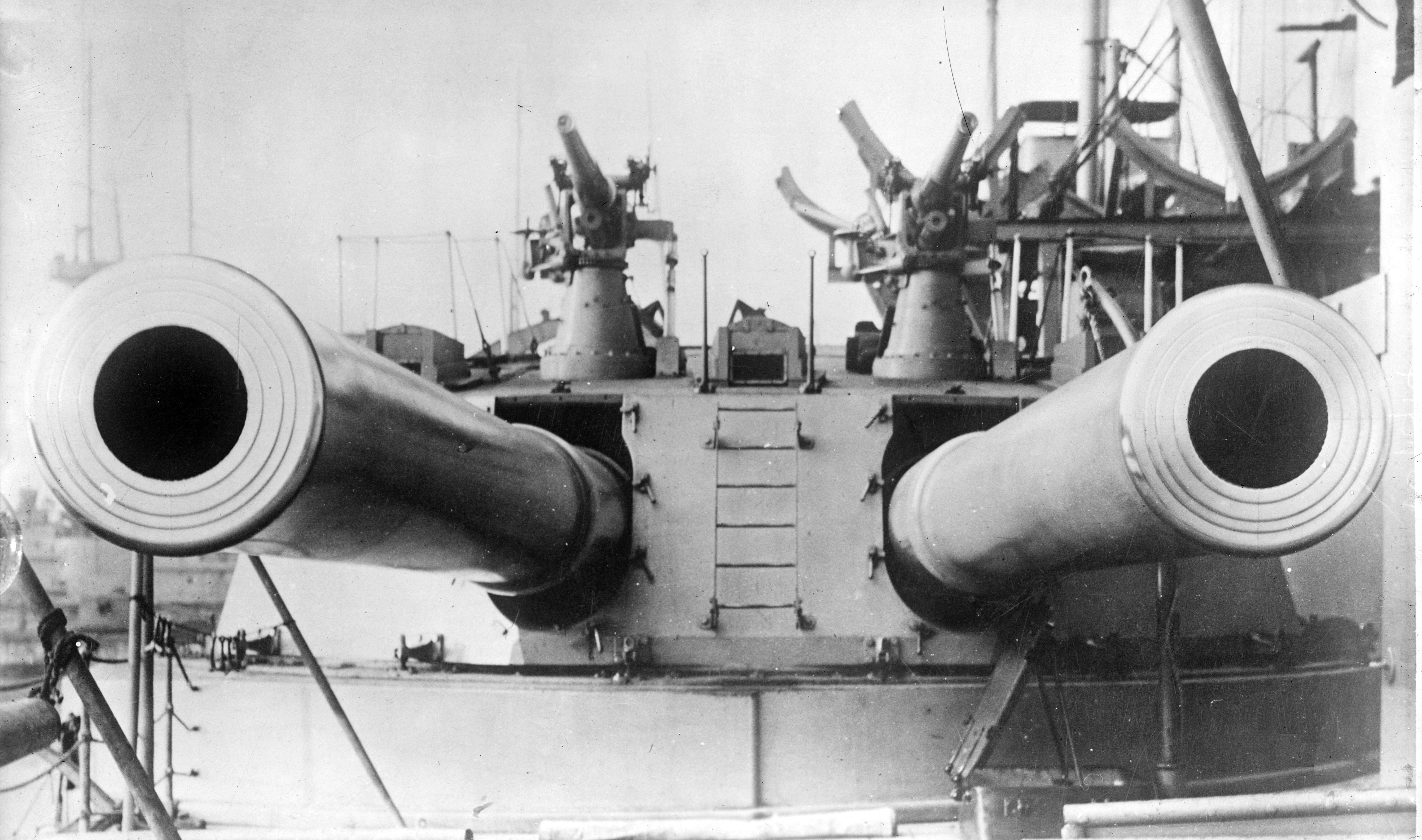
Torretta con due cannoni Mk X da 12 pollici. Sul tetto sono montati due cannoni da 12 libbre per la difesa contro le torpediniere.

Il Primo lord del mare, Sir John Fisher, spinse attraverso il Board of Admiralty la decisione di armare la nave da guerra successiva con cannoni da 12 pollici e che avrebbe avuto una velocità non inferiore a 21 nodi (39 km/h). Il risultato fu la HMS Dreadnought, che rese immediatamente tutte le precedenti navi obsolete al suo varo nel 1906. La nave montava il cannone Mark X da 12 pollici BL da 45 pollici su cinque torrette binate. Questi potevano fornire una bordata di un massimo di otto cannoni e potrebbero essere elevati fino a +13,5°. Sparavano proiettili da 850 libbre (390 kg) ad una velocità di 2 725 ft/s (831 m/s). Aveva inoltre proiettili perforanti e 2 lanciagranate crh.

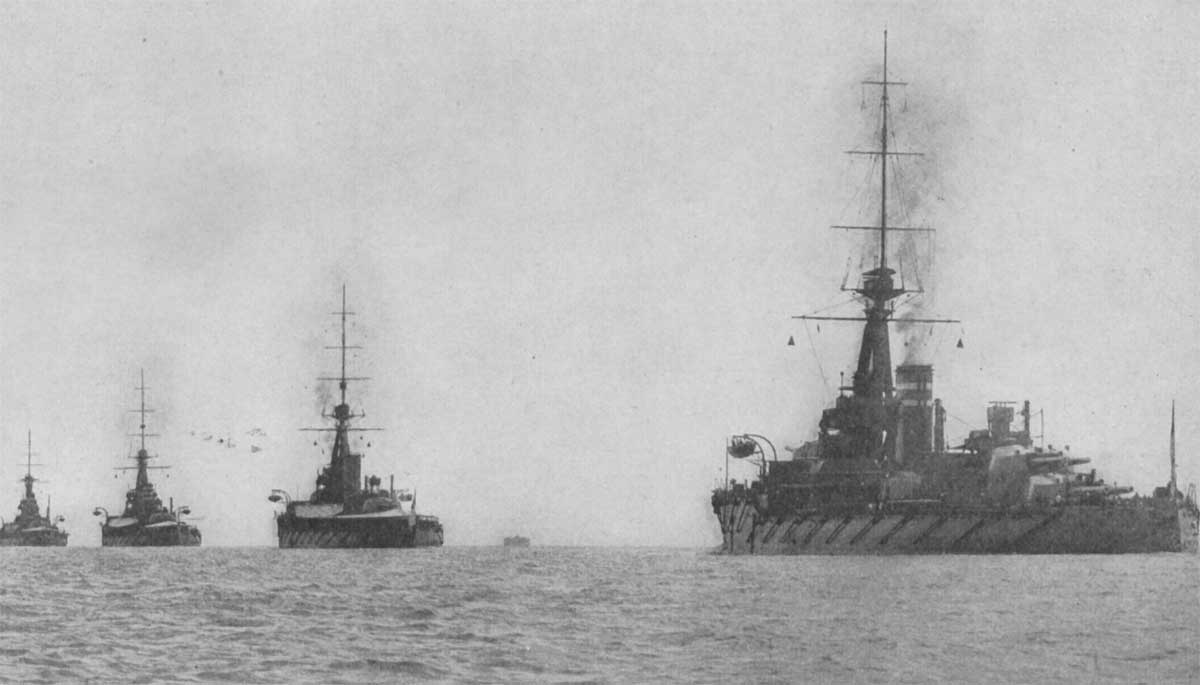
Le corazzate della classe Orion

Entro cinque anni dalla messa in servizio della Dreadnought, fu costruita una nuova generazione di "super-dreadnoughts" più potenti. Si ritiene che l'arrivo delle super-dreadnought sia iniziato con la classe Orion. Nei quattro anni tra la Dreadnought e la Orion, il dislocamento era aumentato del 25% e il peso della bordata era raddoppiato.

### Utilizzo antiaereo

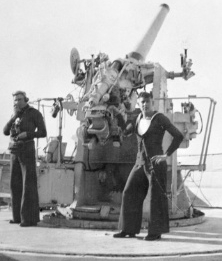
Cannoniere con cannone Q V da 4 pollici MK V ad alto angolo sulla, circa 1940.

Sebbene l'artiglieria navale fosse stata progettata per esibirsi all'interno delle classiche tattiche di bordo dell'età della vela, la prima guerra mondiale dimostrò la necessità di montaggi di artiglieria navale in grado di elevarsi maggiormente per difendersi dagli aerei. L'artiglieria navale ad alta velocità destinata a perforare l'armatura laterale a distanza ravvicinata era teoricamente in grado di colpire obiettivi a miglia di distanza; ma la massima elevazione delle armi montate all'interno di casematte corazzate restrittive ha impedito di raggiungere quelle distanze. Sono stati progettati cannoni a doppio scopo per proteggere le navi sia dai siluri che dagli aerei.
Il cannone navale QF da 4 pollici Mk V fu uno dei primi pezzi di artiglieria ad essere adattato come un cannone antiaereo e montato su navi per la difesa. Fu usato per la prima volta nel 1914 come armamento secondario nella classe Arethusa con ruolo antiaereo ad alto angolo.
La maggior parte dell'artiglieria navale su navi costruite dopo la prima guerra mondiale era in grado di elevarsi ad almeno 45° e alcuni cannoni di calibro fino a 8 pollici (20 cm) erano in grado di elevarsi a 70° per un potenziale utilizzo contro gli aerei. Quando i cacciatorpediniere iniziarono ad assumere ruoli ASW per includere la protezione della flotta dai sottomarini, furono dotati di mortai ad alta profondità (chiamati Y-gun, K-gun o squid).

## Periodizzazione

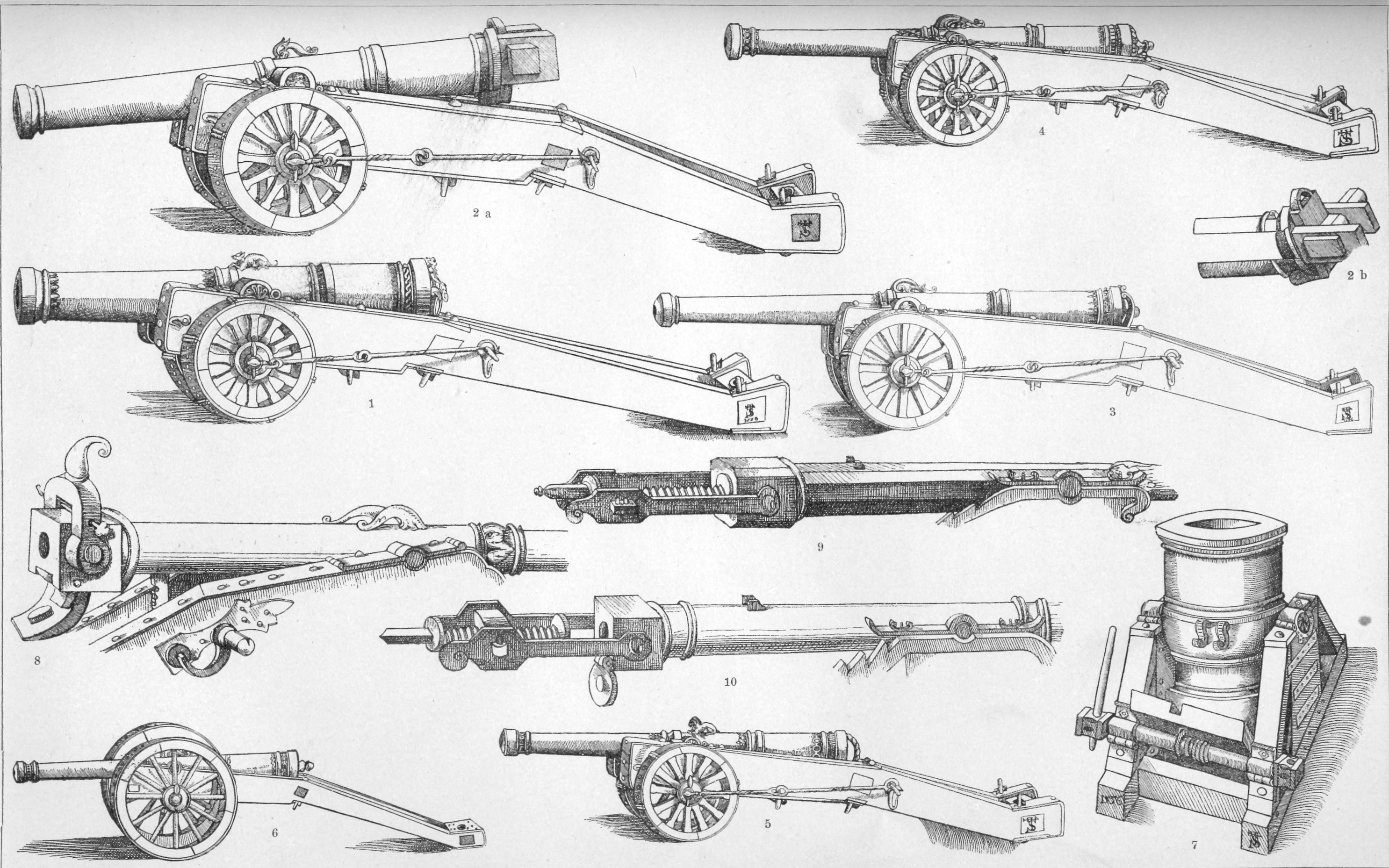
Diversi tipi di artiglieria tedesca del XVI secolo, tra cui (4) un semi-cannone.

I tipi di artiglieria usati variavano da nazione e periodo di tempo. I tipi più importanti includevano il demi-cannon, la colubrina, il demi-culverin e la carronata. Una caratteristica fisica che veniva comunemente usata era quella di descrivere i cannoni in base al loro peso in "libbre": teoricamente, il peso di un singolo proiettile di ferro sparato da quel cannone. Valori di massa comuni erano 42 libbre, 36 libbre, 32 libbre, 24 libbre, 18 libbre, 18 libbre, 12 libbre, 9 libbre, 8 libbre, 6 libbre e vari calibri più piccoli. Le navi francesi usavano cannoni standardizzati di calibri da 36 libbre, 24 libbre e 12 libbre, aumentate da pezzi più piccoli. In generale, anche le navi più grandi che trasportavano più cannoni ne trasportavano di più grandi.
| Distanze di ingaggio nel tempo (distanze in metri) |        |        |        |
| Periodo                                            | Corto  | Medio  | Lungo  |
| XV-XVI secolo                                      | 4,5    | 13,7   | 274    |
| XVII sec                                           | 4,5    | 18     | 365    |
| XVIII sec.                                         | 4,5    | 27     | 730    |
| inizi del XIX sec.                                 | 18     | 45,7   | 914    |
| metà del XIX sec.                                  | 45,7   | 274    | 1.097  |
| 1880                                               | 182    | 411    | 1371   |
| 1890                                               | 411    | 1.371  | 2.742  |
| 1900                                               | 914    | 4.573  | 9.140  |
| 1910                                               | 4572   | 7.315  | 13.716 |
| 1920                                               | 7.315  | 9.140  | 18.000 |
| 1930                                               | 9.140  | 13.760 | 18.280 |
| 1940                                               | 13.716 | 18.280 | 22.860 |

## Galleria d'immagini

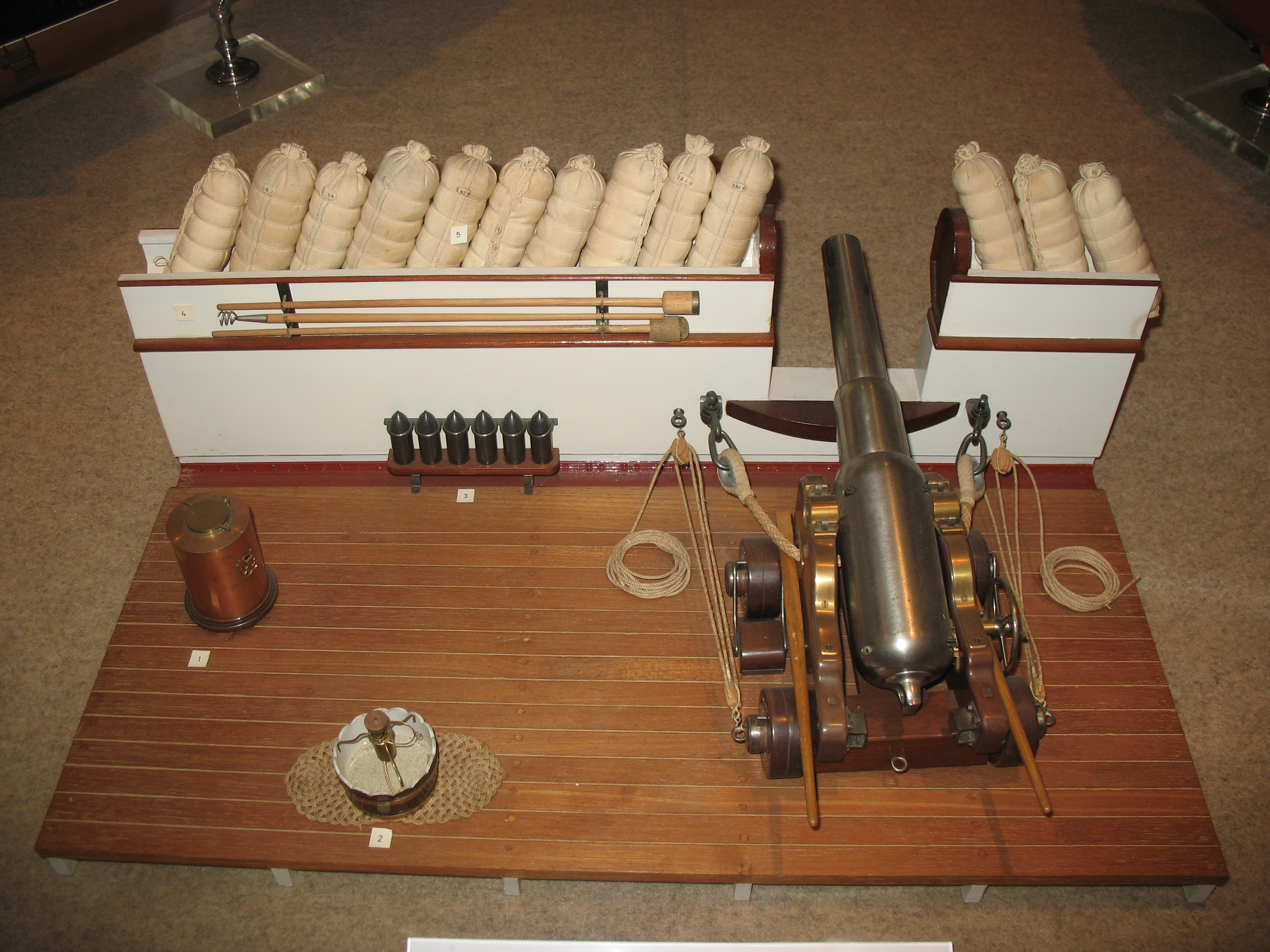
Disposizione tipica di una batteria a cannone di una nave dell'età della vela.
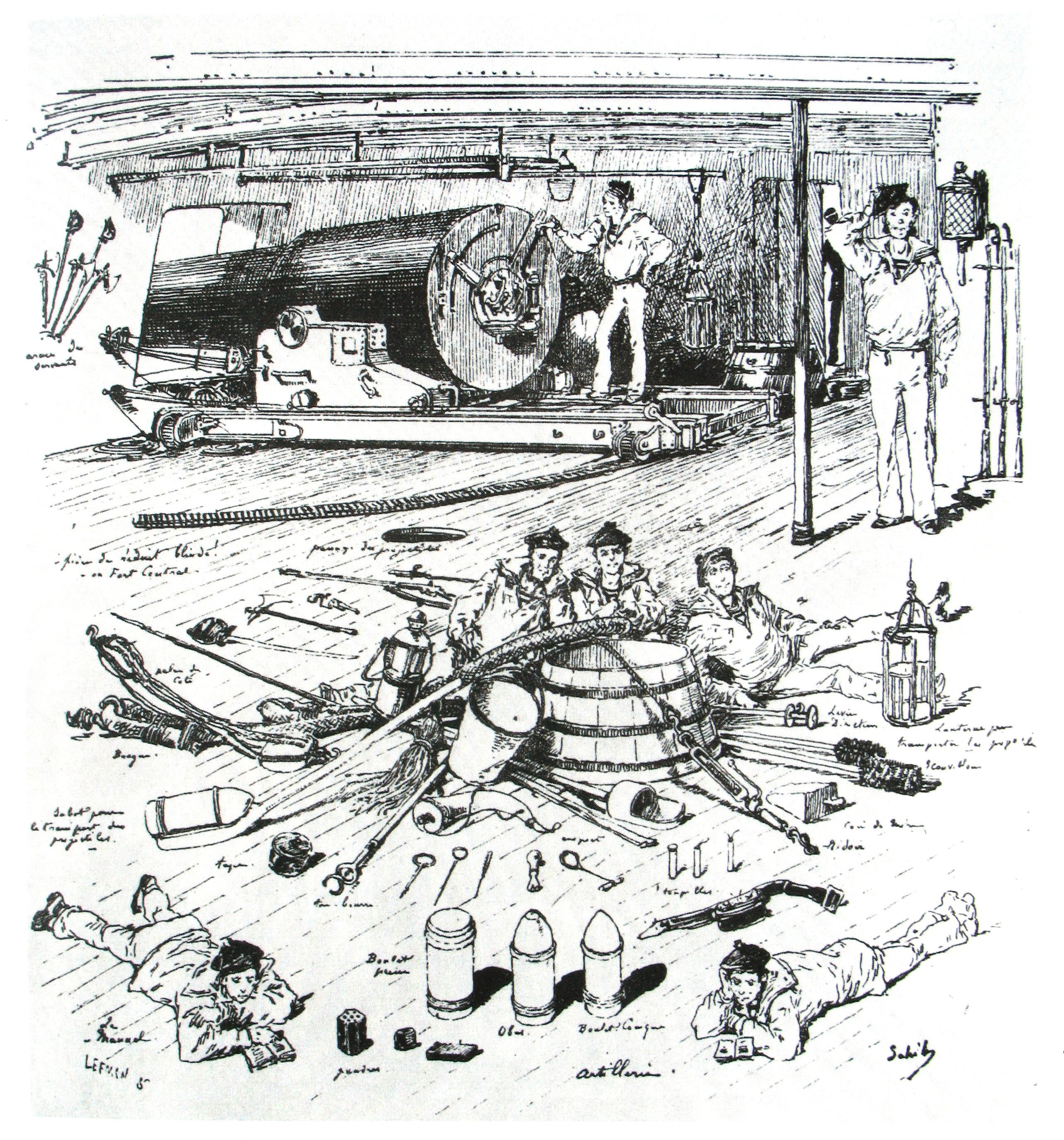
Batteria di cannoni a bordo di una prima corazzata
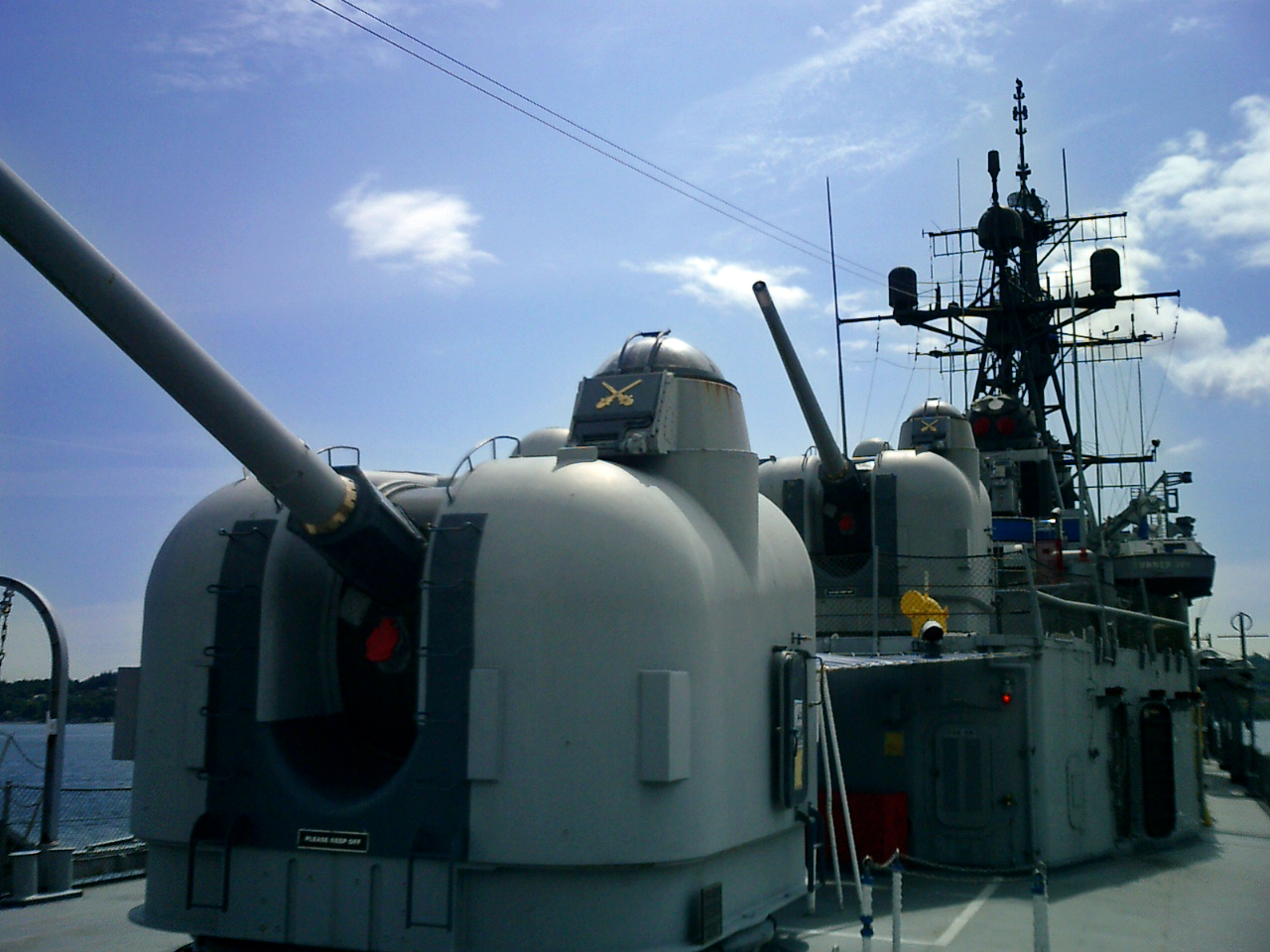
Il pezzo posteriore montato sulla USS Turner Joy
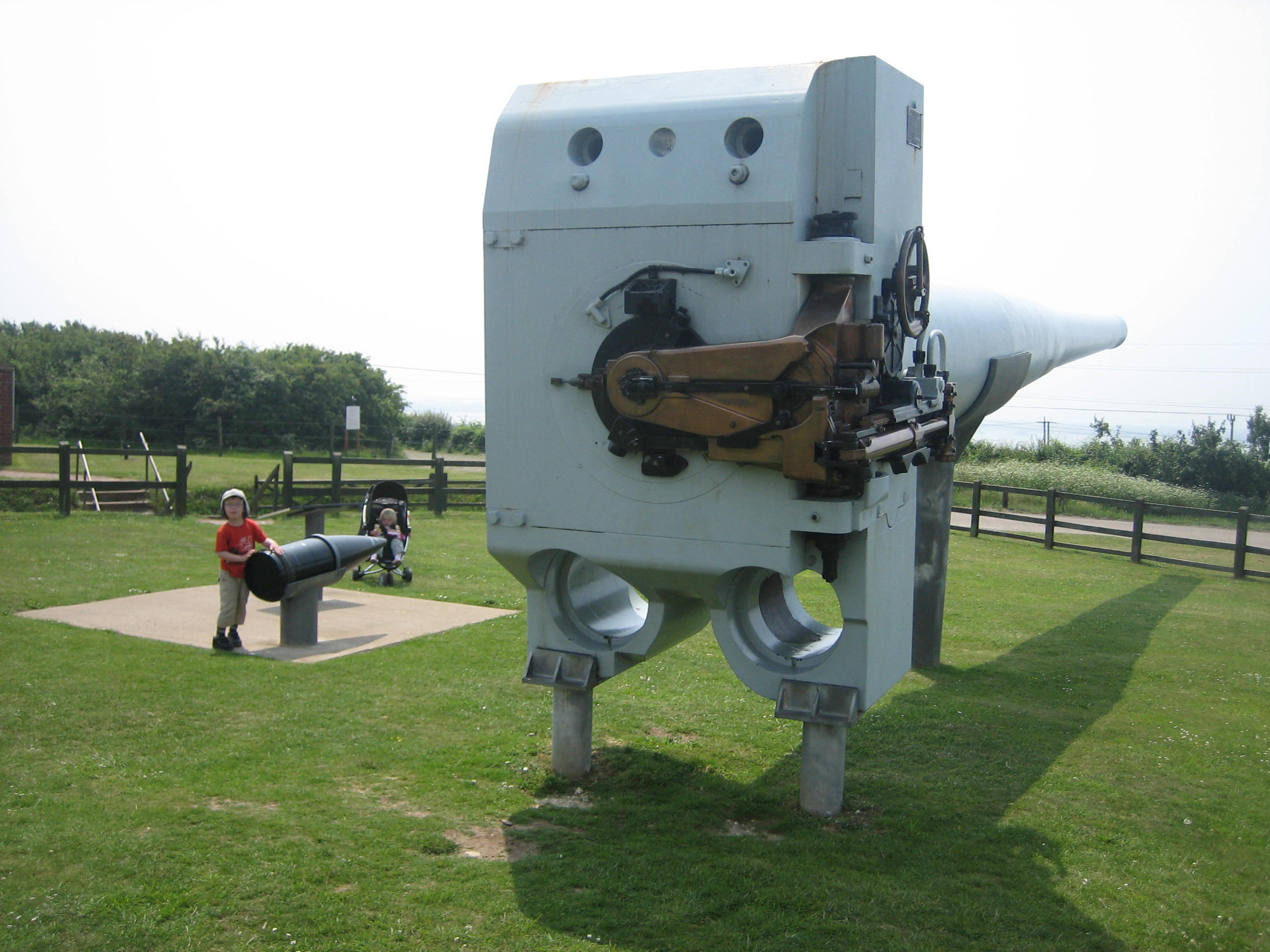
Un componente del cannone della King George V in esposizione a Portsmouth
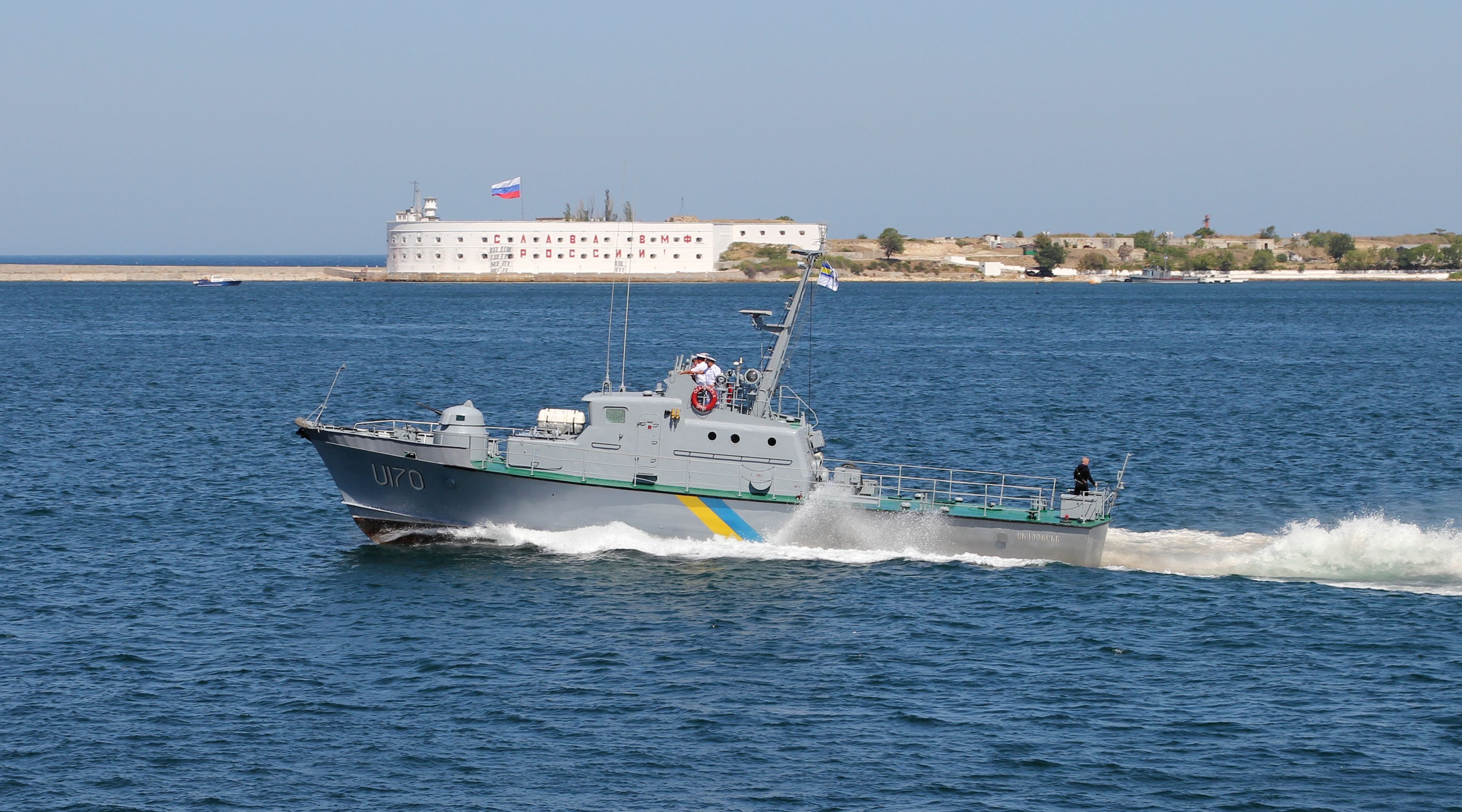
Zhuk della Marina ucraina di pattuglia nella baia di Sebastopoli, Crimea.
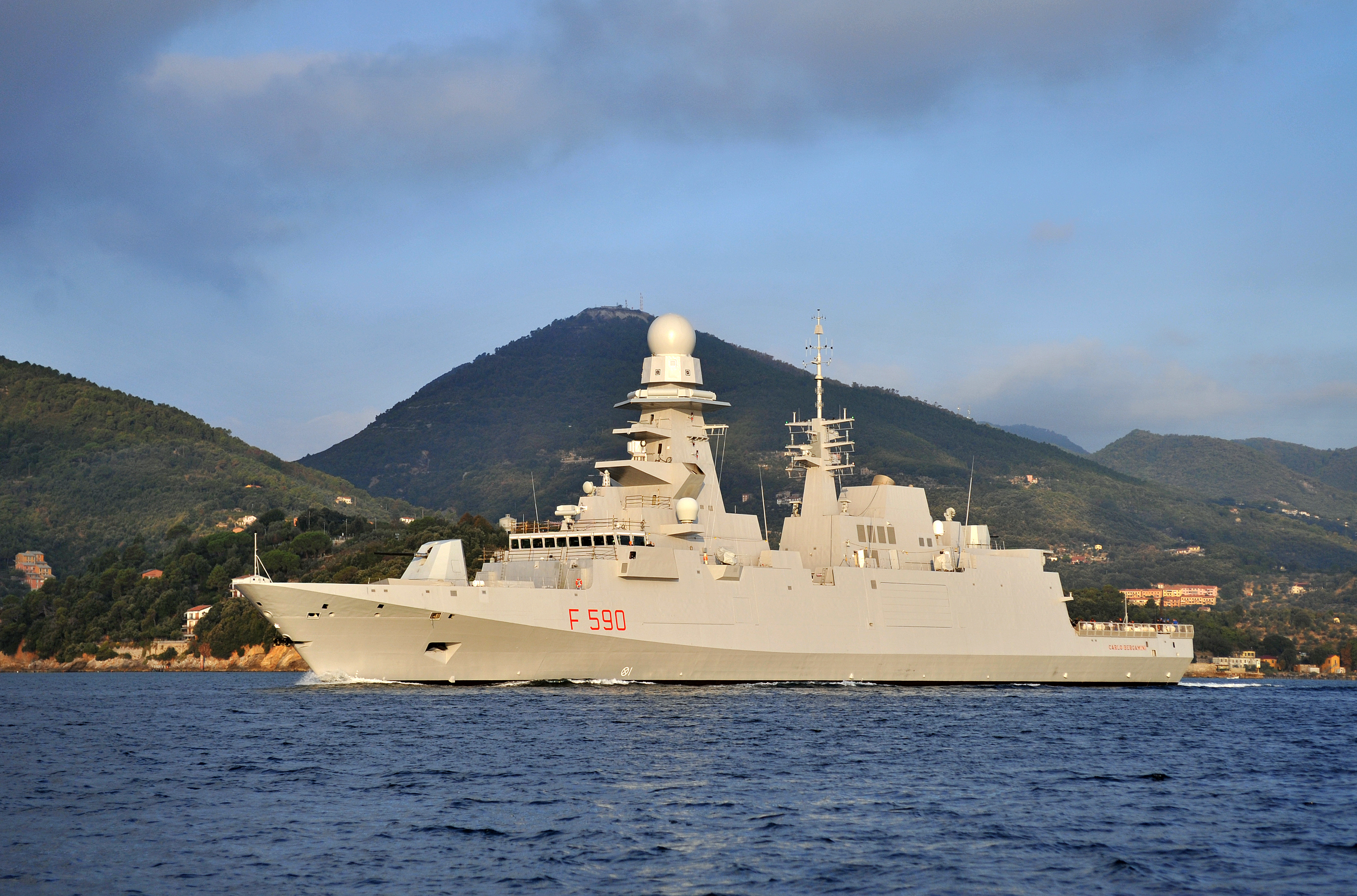
Fregata multiuso FREMM della classe Bergamini della Marina Militare Italiana
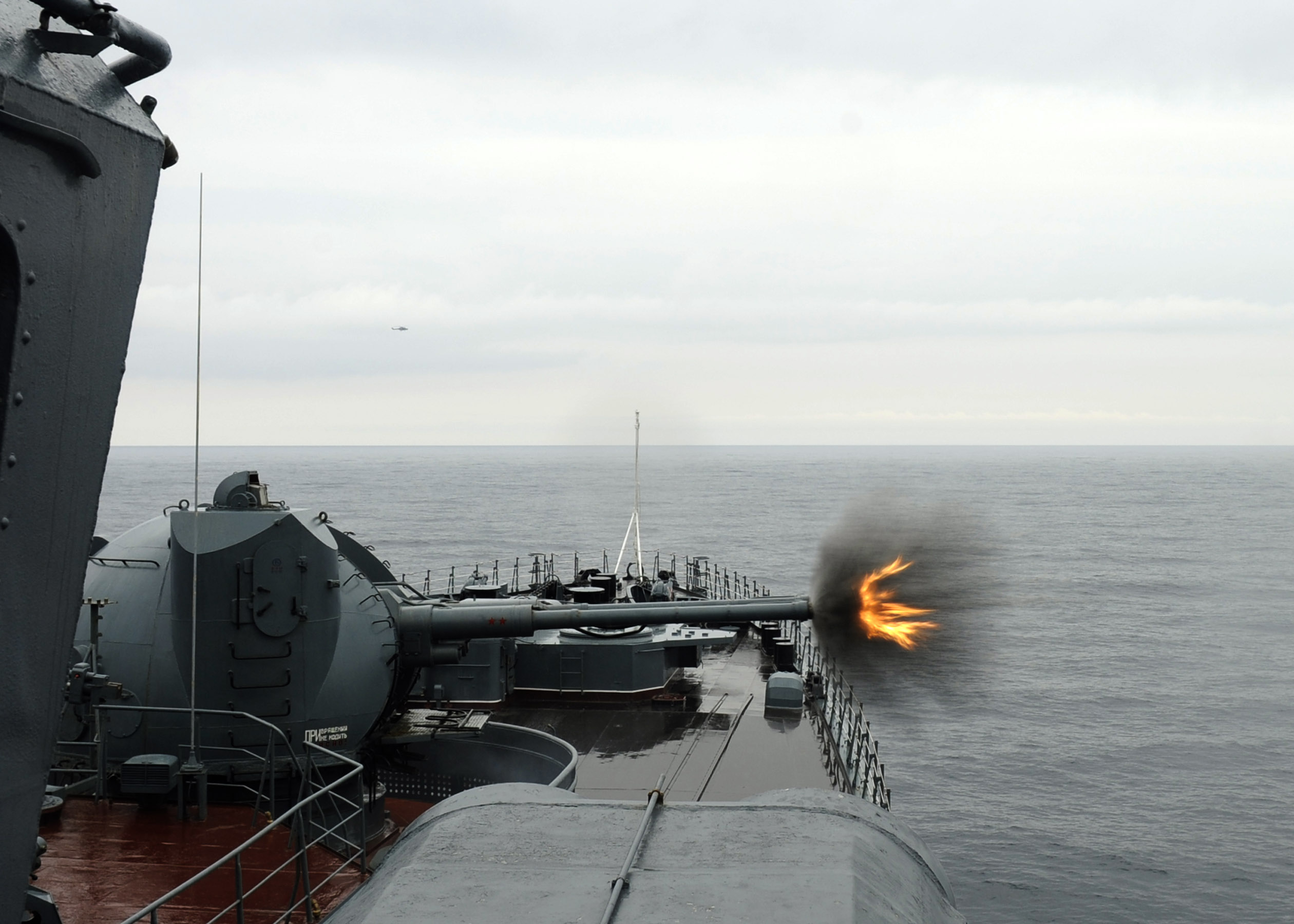
AK-130